# District de Gurbansoltan Eje

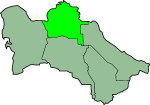

Le district de Gurbansoltan Eje (anciennement district de Yilanly) est un district de la province de Daşoguz au Turkménistan. 
Le centre administratif du district est la ville de Ýylanly (en). Le district a reçu le nom de Gurbansoltan Eje (en), la mère de l'ancien président Saparmurat Niyazov.